# لامين جاني
لامين جاني (بالإنجليزية: Lamin Jagne)‏ هو لاعب كرة قدم بريطاني في مركز الوسط، ولد في 28 أكتوبر 1997 في لندن في المملكة المتحدة. لعب مع نادي موركامب.